# Mistrovství Evropy v atletice 1946

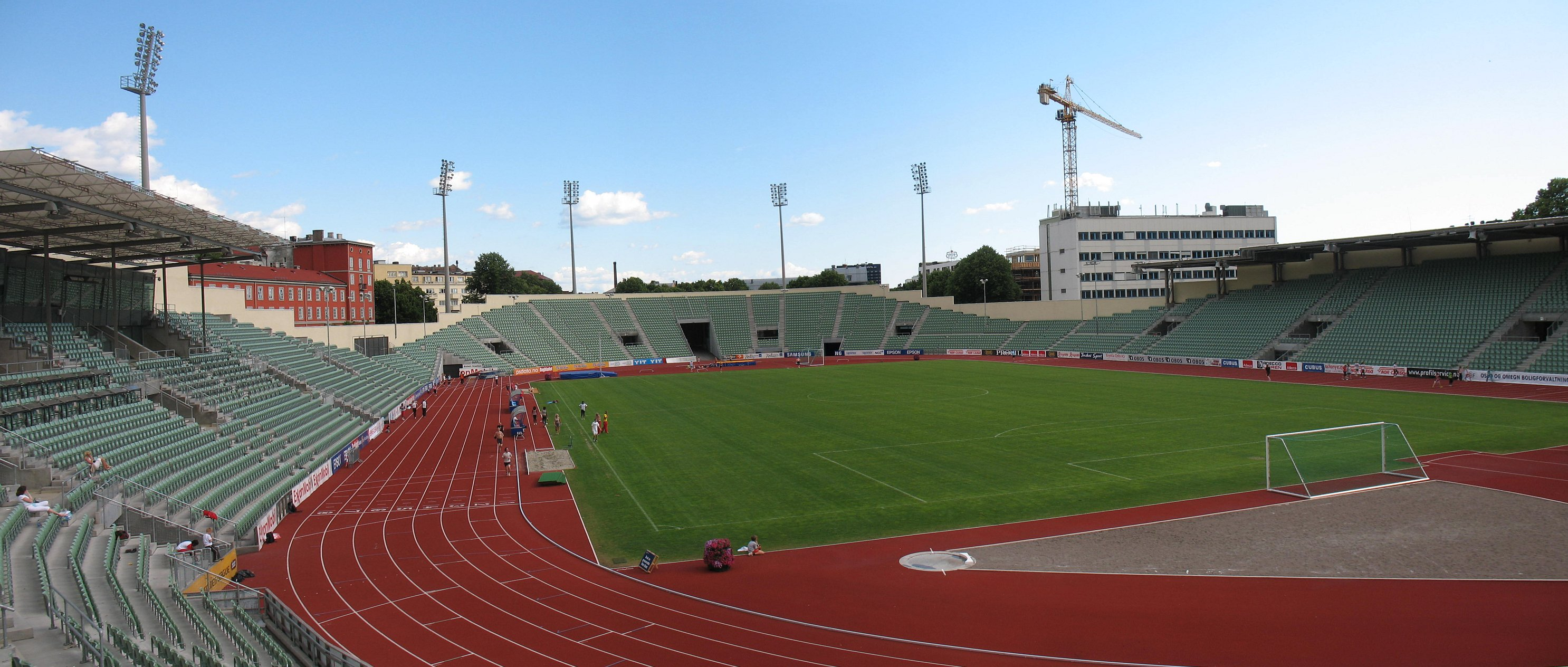
Bislett Stadion

3. mistrovství Evropy v atletice se uskutečnilo ve dnech 22. – 25. srpna 1946 na stadionu Bislett v norském Oslu. Na programu bylo celkově 33 disciplín (24 mužských a 9 ženských).
Poprvé se šampionátu zúčastnili muži i ženy dohromady. Soutěží se nezúčastnili němečtí atleti. Maratonská trať byla kratší, měřila jen 40,1 km.

## Medailisté

### Muži
| Soutěž            | Zlato                                                                      | Stříbro                                                                 | Bronz                                                                          |
| ----------------- | -------------------------------------------------------------------------- | ----------------------------------------------------------------------- | ------------------------------------------------------------------------------ |
| 100 m             | John Archer 10,6                                                           | Haakon Tranberg 10,7                                                    | Carlo Monti 10,8                                                               |
| 200 m             | Nikolaj Karakulov 21,6                                                     | Haakon Tranberg 21,7                                                    | Jiří David 21,8                                                                |
| 400 m             | Niels Holst-Sørensen 47,9                                                  | Jacques Lunis 48,3                                                      | Derek Pugh 48,9                                                                |
| 800 m             | Rune Gustafsson 1:51,0                                                     | Niels Holst-Sørensen 1:51,1                                             | Marcel Hansenne 1:51,2                                                         |
| 1500 m            | Lennart Strand 3:48,0                                                      | Henry Eriksson 3:48,8                                                   | Erik Jørgensen 3:52,8                                                          |
| 5000 m            | Sydney Wooderson 14:08,6                                                   | Willem Slijkhuis 14:14,0                                                | Evert Nyberg 14:23,2                                                           |
| 10 000 m          | Viljo Heino 29:52,0                                                        | Helge Perälä 30:31,4                                                    | András Csaplár 30:35,2                                                         |
| Maraton           | Mikko Hietanen 2.24:55                                                     | Väinö Muinonen 2.26:08                                                  | Jakov Puñko 2.26:21                                                            |
| 110 m překážek    | Håkan Lidman 14,6                                                          | Hippolyte Braekman 14,9                                                 | Väinö Suvivuo 15,0                                                             |
| 400 m překážek    | Bertel Storskrubb 52,2                                                     | Sixten Larsson 52,4                                                     | Rune Larsson 52,5                                                              |
| 3000 m překážek   | Raphaël Pujazon 9:01,4                                                     | Erik Elmsäter 9:11,0                                                    | Tore Sjöstrand 9:14,0                                                          |
| Štafeta 4 × 100 m | Švédsko 41,5 Stig Danielsson Inge Nilsson Olle Laessker Stig Håkansson     | Francie 42,0 Agathon Lepève Julien Lebas Pierre Gonon René Valmy        | Československo 42,2 Mirko Paráček Leopold Láznička Miroslav Řihošek Jiří David |
| Štafeta 4 × 400 m | Francie 3:14,4 Bernard Santona Yves Cros Robert Chef d'hôtel Jacques Lunis | Velká Británie 3:14,5 Ronald Ede Derek Pugh Bernard Elliot Bill Roberts | Švédsko 3:15,0 Folke Alnevik Stig Lindgård Sven-Erik Nolinge Tore Sten         |
| Chůze na 10 km    | John Mikaelsson 46:05,2                                                    | Fritz Schwab 47:03,6                                                    | Emile Maggi 48:10,4                                                            |
| Chůze na 50 km    | John Ljunggren 4.38:20                                                     | Harry Forbes 4.42:58                                                    | Charles Megnin 4.57:04                                                         |
| Skok do výšky     | Anton Bolinder 1,99 m                                                      | Alan Paterson 1,96 m                                                    | Nils Nicklén 1,93 m                                                            |
| Skok o tyči       | Allan Lindberg 4,17 m                                                      | Nikolaj Ozolin 4,10 m                                                   | Jan Bém 4,10 m                                                                 |
| Skok daleký       | Olle Laessker 7,42 m                                                       | Lucien Graff 7,40 m                                                     | Miroslav Řihošek 7,29 m                                                        |
| Trojskok          | Valdemar Rautio 15,17 m                                                    | Bertil Johnsson 15,15 m                                                 | Arne Åhman 14,96 m                                                             |
| Vrh koulí         | Gunnar Huseby 15,56 m                                                      | Dmitrij Gorjainov 15,25 m                                               | Yrjö Lehtilä 15,23 m                                                           |
| Hod diskem        | Adolfo Consolini 53,23 m                                                   | Giuseppe Tosi 50,39 m                                                   | Veikko Nyqvist 48,14 m                                                         |
| Hod kladivem      | Bo Ericson 56,44 m                                                         | Erik Johansson 53,54 m                                                  | Duncan Clark 51,32 m                                                           |
| Hod oštěpem       | Lennart Atterwall 68,74 m                                                  | Yrjö Nikkanen 67,50 m                                                   | Tapio Rautavaara 66,40 m                                                       |
| Desetiboj         | Godtfred Holmvang 6 987 bodů                                               | Sergej Kuzněcov 6 930 bodů                                              | Göran Waxberg 6 661 bodů                                                       |

### Ženy
| Soutěž            | Zlato                                                                                                   | Stříbro                                                                                 | Bronz                                                                                              |
| ----------------- | --- | --------------------------------------------------------------------------------------- | -------------------------------------------------------------------------------------------------- |
| 100 m             | Jevgenija Sečenovová 11,9                                                                               | Winifred Jordanová 12,1                                                                 | Claire Bresollesová 12,2                                                                           |
| 200 m             | Jevgenija Sečenovová 25,4                                                                               | Winifred Jordanová 25,6                                                                 | Léa Caurlaová 25,6                                                                                 |
| 80 m překážek     | Fanny Blankers-Koenová 11,8                                                                             | Jelena Gokieliová 11,9                                                                  | Valentina Fokinová 11,9                                                                            |
| Štafeta 4 × 100 m | Nizozemsko 47,8 Gerda van der Kade-Koudijs Nettie Witziers-Timmer Marta Ademaová Fanny Blankers-Koenová | Francie 48,5 Léa Caurlaová Anne-Marie Colchenová Claire Bresollesová Monique Drichonová | Sovětský svaz 48,7 Jevgenija Sečenovová Valentina Fokinová Jelena Gokieliová Valentina Vasiljevová |
| Skok do výšky     | Anne-Marie Colchenová 1,60 m                                                                            | Alexandra Čudinová 1,57 m                                                               | Anne Iversenová 1,57 m                                                                             |
| Skok daleký       | Gerda van der Kade-Koudijs 5,67 m                                                                       | Lidija Gaileová 5,66 m                                                                  | Valentina Vasiljevová 5,63 m                                                                       |
| Vrh koulí         | Taťána Sevrjokovová 14,16 m                                                                             | Micheline Ostermeyerová 12,84 m                                                         | Amelia Piccininiová 12,21 m                                                                        |
| Hod diskem        | Nina Dumbadzeová 44,21 m                                                                                | Ann Niesink 40,46 m                                                                     | Jadwiga Wajsová 39,37 m                                                                            |
| Hod oštěpem       | Klavdija Majučajová 46,25 m                                                                             | Ljudmila Anokinová 45,84 m                                                              | Johanna Koningová 43,24 m                                                                          |

## Medailové pořadí
| Umístění | Stát                     | Zlato | Stříbro | Bronz | Celkem |
| -------- | ------------------------ | ----- | ------- | ----- | ------ |
| 1.       | Švédsko                  | 11    | 5       | 6     | 22     |
| 2.       | Sovětský svaz            | 6     | 7       | 4     | 17     |
| 3.       | Finsko                   | 4     | 3       | 5     | 12     |
| 4.       | Francie                  | 3     | 4       | 4     | 11     |
| 5.       | Nizozemsko               | 3     | 2       | 1     | 6      |
| 6.       | Spojené království       | 2     | 5       | 3     | 10     |
| 7.       | Norsko                   | 1     | 2       | 0     | 3      |
| 8.       | Dánsko                   | 1     | 1       | 2     | 4      |
| 8.       | Italské království       | 1     | 1       | 2     | 4      |
| 10.      | Island                   | 1     | 0       | 0     | 1      |
| 11.      | Švýcarsko                | 0     | 2       | 0     | 2      |
| 12.      | Belgie                   | 0     | 1       | 0     | 1      |
| 13.      | Československo           | 0     | 0       | 4     | 4      |
| 14.      | Druhá Maďarská republika | 0     | 0       | 1     | 1      |
| 14.      | Polsko                   | 0     | 0       | 1     | 1      |